# Todd Terje
Todd Terje (de son vrai nom Terje Olsen) est un musicien, producteur, DJ et compositeur norvégien originaire de Mjøndalen et né en 1981. Son nom de scène rend hommage au DJ et compositeur de musique électronique Todd Terry.
Appelé "le Roi des jams d'été" (King of summer jams) par le magazine Mixmag, "un tiers de la Sainte-Trinité de la disco norvégienne" (one third of the Holy Trinity of Norwegian disco) par le magazine Spin ou encore "l'une des figures les plus prometteuses de la scène dance scandinave" par AllMusic, Todd Terje s'est fait un nom dans le milieu musical grâce à plusieurs mixs et edits au milieu des années 2000.
Le 8 avril 2014, Terje sort son premier album : It's Album Time, recevant des critiques majoritairement très positives : Les Inrocks le considèrent déjà comme un "classique", il reçoit un score de 79/100 sur la base de 30 notes de critiques sur Metacritic, et un joli 8,7/10 sur Pitchfork.

## Discographie

### Albums studios
| Titre           | Détails de l'album                                                                                     | Meilleur classement | Meilleur classement | Meilleur classement | Meilleur classement | Meilleur classement | Meilleur classement | Meilleur classement | Meilleur classement | Meilleur classement |
| Titre           | Détails de l'album                                                                                     | NOR                 | BEL (Vl)            | BEL (Wa)            | FR                  | P-B                 | SUI                 | UK                  | US                  | US Dance            |
| --------------- | --- | ------------------- | ------------------- | ------------------- | ------------------- | ------------------- | ------------------- | ------------------- | ------------------- | ------------------- |
| It's Album Time | - Date de sortie : 8 avril 2014 - Label : Olsen Records - Formats : CD, vinyle, téléchargement digital | 2                   | 36                  | 94                  | 72                  | 64                  | 67                  | 23                  | 120                 | 4                   |

### Compilations
| Année | Album et détails |
| ----- | --- |
| 2010  | Remaster of the Universe - Date de sortie : 21 mai 2010 - Label : Permanent Vacation - Formats : CD, téléchargement digital |
| 2010  | An Anthology: Weighed & Measured - Date de sortie : 28 août 2010 - Label: Sans label - Formats : CD                         |
| 2010  | The Red Album - Date de sortie : 28 août 2010 - Label : Sans label - Formats : CD                                           |

### EPs
| Année | Titre                | Date de sortie   | Label         |
| ----- | -------------------- | ---------------- | ------------- |
| 2005  | Mjøndalen Diskoklubb | 1er janvier 2005 | Full Pupp     |
| 2005  | Eurodans             | 4 avril 2005     | Full Pupp     |
| 2011  | Ragysh               | 4 avril 2011     | Running Back  |
| 2012  | It's the Arps        | 9 janvier 2012   | Olsen Records |
| 2014  | Delorean Dynamite    | 22 avril 2014    | Olsen Records |

### Singles
| Année | Single                                    | Meilleur position | Meilleur position | Album            |
| Année | Single                                    | BEL (Vl)          | NED               | Album            |
| ----- | ----------------------------------------- | ----------------- | ----------------- | ---------------- |
| 2012  | "Inspector Norse"                         | 9                 | 88                | It's the Arps    |
| 2013  | "Lanzarote" (with Lindstrøm)              | —                 | —                 | Non-album single |
| 2013  | "Strandbar"                               | —                 | —                 | Non-album single |
| 2013  | "Spiral"                                  | —                 | —                 | Non-album single |
| 2014  | "Delorean Dynamite"                       | 56                | —                 | It's Album Time  |
| 2014  | "Leisure Suit Preben"                     | —                 | —                 | It's Album Time  |
| 2014  | "Johnny and Mary" (featuring Bryan Ferry) | —                 | —                 | It's Album Time  |

### 45 tours
| Année | Titre                       | Date de sortie     | Label             |
| ----- | --------------------------- | ------------------ | ----------------- |
| 2004  | Bodies (split with Akwaaba) | 1er septembre 2004 | Bear Funk         |
| 2004  | Eurodans / Reinbagan        | 15 novembre 2004   | Soul Jazz Records |

### Remixes
| Année | Artiste                      | Piste                                  | Titre                                                                         |
| ----- | ---------------------------- | -------------------------------------- | ----------------------------------------------------------------------------- |
| 2005  | Snuten featuring Fox N' Wolf | "Wild and Free (Claws Against Knives)" | Todd Terje Night Version                                                      |
| 2006  | Antena                       | "Camino Del Sol"                       | Todd Terje Remix                                                              |
| 2006  | Felix Laband                 | "Whistling In Tongues"                 | Todd Terje Remix                                                              |
| 2006  | Lindstrøm                    | "Another Station"                      | Todd Terje Remix                                                              |
| 2007  | Kaoru Inoue                  | "The Secret Field"                     | Todd Terje Remix                                                              |
| 2007  | Reverso 68                   | "Piece Together"                       | Todd Terje Remix #2 Todd Terje Spinning Star Mix                              |
| 2007  | Studio                       | "Life´s A Beach!"                      | Todd Terje Beach House Mix                                                    |
| 2008  | Arbeid Adelt!                | "Death Disco"                          | Todd Terje Edit                                                               |
| 2008  | Chaz Jankel                  | "Glad to Know You"                     | Todd Terje Edit                                                               |
| 2008  | Dølle Jølle                  | "Balearic Incarnation"                 | Todd Terje‘s Extra Døll Mix                                                   |
| 2008  | José González                | "Killing for Love"                     | Todd Terje Brokeback Mix                                                      |
| 2008  | Simon Baker                  | "Plastik"                              | Todd Terje Trkatech Remix                                                     |
| 2009  | Gichy Dan's Beachwood #9     | "On a Day Like Today"                  | Todd Terje's Friendly Children                                                |
| 2009  | M                            | "Pop Muzik"                            | Todd Terje Remix                                                              |
| 2009  | Rogue Cat                    | "Magic Journey"                        | Todd Terje Remix                                                              |
| 2009  | Shit Robot                   | "Simple Things"                        | Todd Terje Version                                                            |
| 2011  | Bombay Bicycle Club          | "Lights Out, Words Gone"               | Todd Terje Remix                                                              |
| 2011  | Bryan Ferry                  | "Alphaville"                           | Todd Terje Remix                                                              |
| 2011  | Claudja Barry                | "Sweet Dynamite"                       | Todd Terje Edit                                                               |
| 2011  | Mungolian Jetset             | "Moon Jocks 'n' Prog Rocks"            | Todd Terje's Schlong Tong Vocal Version Todd Terje's Even Stiv-En Dub Version |
| 2011  | The Units                    | "High Pressure Days"                   | Todd Terje Disco Mix                                                          |
| 2012  | Bepu N'Gali                  | "I Travel to You"                      | Todd Terje Remix                                                              |
| 2012  | Bjørn Torske                 | "Langt Fra Afrika"                     | Todd Terje's Enda Lengre Miks (Fra Afrika Altså)                              |
| 2012  | Joakim                       | "Nothing Gold"                         | Todd Terje Remix Todd Terje DJ Tool                                           |
| 2012  | Gary's Gang                  | "Keep On Dancing"                      | Todd Terje Remix                                                              |
| 2012  | Hot Chip                     | "How Do You Do?"                       | Todd Terje Remix                                                              |
| 2012  | Roxy Music                   | "Love Is the Drug"                     | Todd Terje Disco Dub                                                          |
| 2013  | Bryan Ferry                  | "Don't Stop the Dance"                 | Todd Terje Remix                                                              |

### Edits
Todd Terje a fait beaucoup de mixs ou edits discos non-officielles sous plusieurs pseudonymes. Beaucoup d'entre eux sont sortis anonymement. Cette liste contient plusieurs de ces travaux, officiellement reconnus étant les siens.
| Year | Artiste         | Piste                  | Titre                                                          |
| ---- | --------------- | ---------------------- | -------------------------------------------------------------- |
| 2012 | Aksel Friberg   | "To Be There With You" | Disco Mix                                                      |
| 2012 | Aksel Friberg   | "Viking Music"         | Disco Mix                                                      |
| 2012 | Lindstrøm       | "Eg-ged-osis"          | Todd Terje Extended Edit                                       |
| 2012 | Lindstrøm       | "Ra-ako-st"            | Todd Terje Extended Edit                                       |
| 2013 | Franz Ferdinand | "Evil Eye"             | Todd Terje Extended Mix                                        |
| 2013 | Franz Ferdinand | "Stand on the Horizon" | Todd Terje Extended Mix                                        |
| 2013 | Lindstrøm       | "Faar-i-kaal"          | Todd Terje Extended Edit                                       |
| 2013 | Lindstrøm       | "Vos-sako-rv"          | Todd Terje Extended Edit Todd Terje Extended Mix - Dub Version |